# Přechovice
Přechovice falu és önkormányzat (obec) Csehország Dél-csehországi kerületének Strakonicei járásában. Területe 3,95 km², lakosainak száma 114 (2008. 12. 31). A falu Strakonicétől mintegy 9 km-re délre, České Budějovicétől 48 km-re északnyugatra, és Prágától 108 km-re délre fekszik.
A település első írásos említése 1400-ból származik.

## Látnivalók
- Szent Anna kápolna

## Népesség
A település népessége az elmúlt években az alábbi módon változott:
| Lakosok száma | 237  | 246  | 240  | 177  | 110  | 104  | 112  | 117  | 129  | 146  |
|               | 1869 | 1890 | 1921 | 1950 | 1980 | 2001 | 2017 | 2019 | 2022 | 2024 |